# Agostino Paci
Agostino Paci (Ameglia, 29 agosto 1845 – Sarzana, 27 ottobre 1902) è stato un medico, chirurgo e scienziato italiano.

## Infanzia e adolescenza
Agostino Paci nacque ad Ameglia il 29 agosto 1845. Il padre, Giuseppe Paci, era capitano della marina mercantile; la madre, Eufrasia Fiori, apparteneva a una famiglia benestante di Lerici. 
Nei primi anni, Paci fu educato in casa; in seguito frequentò a Sarzana, città cui rimase legato per il resto della vita, il Collegio delle Missioni.

## Studi universitari
Finite le scuole superiori, nel 1861 Agostino Paci si trasferì a Pisa per portare avanti gli studi universitari. Nel 1866, poco più che ventenne, conseguì la laurea in medicina presso l'Università di Pisa. Subito dopo la laurea si arruolò come medico militare volontario nella Terza guerra d'indipendenza. 
Terminata la guerra, conseguì l'abilitazione all'esercizio della professione medica dopo due ulteriori anni di studio a Firenze.

## Inizio della carriera
Completati gli studi, Paci tornò a Sarzana e nell'aprile del 1869 ottenne l'incarico di chirurgo nell'ospedale di San Bartolomeo in città.
Iniziò inoltre a combinare l'attività di chirurgo con lo studio e la ricerca. Nel 1871 uscì la sua prima pubblicazione scientifica, dedicata a un caso in cui l'impiego di idrato di cloralio aveva permesso la guarigione di un malato di tetano; in seguito, pubblicò diversi studi su altri argomenti.

## Gli anni tra Pisa e Sarzana
Nel 1878 Agostino Paci fu chiamato da Pasquale Landi, già famoso per le sue ovariectomie, come Aiuto presso la clinica chirurgica universitaria di Pisa. Nei sei anni seguenti Paci mantenne però, su richiesta dei responsabili, anche l'incarico presso l'ospedale di Sarzana. 
Nel 1882 per la prima volta, per rimuovere un tumore all'ovaio, eseguì l’operazione di isterectomia e annessectomia bilaterale che in quel periodo annoverava pochissimi casi e ancor meno successo. 
Nel febbraio del 1884, dopo la scomparsa improvvisa di Giovanni Nistri, che ne era il titolare, Paci fu chiamato dal Ministro della Pubblica Istruzione Guido Baccelli a ricoprire come docente straordinario la cattedra di Patologia chirurgica dell'Università di Pisa. Dovette quindi abbandonare l'incarico all'Ospedale di Sarzana.
Negli anni successivi si dedicò all'ortopedia, specializzandosi nelle lussazioni traumatiche dell'anca. Per questo tipo di lussazioni ideò anche una nuova tecnica di intervento sulle lussazioni, poi modificata e perfezionata dal chirurgo austriaco Adolf Lorenz e divenuta nota come "metodo di Paci-Lorenz".
Nel 1901 organizzò a Sarzana il VII Congresso medico Ligure.

## La morte
Nell'estate del 1902, a 57 anni, Paci venne colpito dal cancro della lingua. Il decorso fu rapido e il chirurgo morì nella sua casa di Sarzana in piazza Vittorio Emanuele (ora piazza Giacomo Matteotti) il 27 ottobre dello stesso anno. I suoi cittadini e la comunità scientifica gli tributarono onoranze solenni.

## Monumenti
Paci è ricordato a Sarzana da una stele commemorativa con busto, collocata nei giardini di piazza Guido Jurgens. In città gli è dedicata anche una strada che conduce al vecchio ospedale San Bartolomeo.
Ad Ameglia, sulla porta di accesso al centro storico del borgo, fu installato il 23 agosto del 1903 un busto di marmo accompagnato dall'iscrizione: "Agostino Paci, illustre chirurgo; il municipio di Ameglia sua patria col concorso di pubblica sottoscrizione".

## Pubblicazioni maggiori
- Contribuzione allo studio della estrofia della vescica con epispadia ed alla sua cura chirurgica, 1878.
- Trattato sperimentale delle lussazioni traumatiche, 1889.
- Sulla cura razionale ortopedica della lussazione iliaca comune congenita del femore, 1890.
- Fistola branchiale esterna; asportazione; guarigione, 1891.
- Quarto contributo alla cura razionale della lussazione iliaca congenita del femore, con nuovo metodo, 1892.